# Analogue Bubblebath
Analogue Bubblebath, так же выпускаемый как Aphex twin ep — первая запись музыканта Ричарда Дэвида Джеймса, выпущенный под псевдонимом Aphex Twin на лейбле Mighty Force Records в сентябре 1991 года, ставшей первой вышедшей пластинкой для лейбла. Пластинка оказала огромное влияние на развитие электронной музыки, в частности техно и эмбиент-техно
Первоначальный тираж пластинки в 1000 копий продался менее чем за неделю. Альбом быстро принесёс Джеймсу культ среди техно-андеграунда, а одну из ранних копий услышал глава R&S Records, что привело к релизам Джеймса на этом лейбле.

## Фон
Джеймс делал записи своей музыки ещё будучи школьником, а далее раздавал их своим друзьям, а так же используя их для своих выступлений как диджей. Он часто говорил, что в тот период у него было мало желания выпускать свою музыку, предпочитая хранить свою музыку исключительно для исполнения на своих выступлениях.
Марк Дарби, который ранее организовывал бесплатные вечеринки, открыл магазин пластинок Mighty Force в Эксетере в январе 1991 года. Как и многие независимые магазины пластинок, этот магазин стал неофициальным местом тусовки музыкантов, диджеев, стал центром рейв-сцены в юго-западной Англии. Друг Ричарда по имени Том Мидлтон часто посещал магазин и проигрывал Дарби кассету с музыкой Джеймса, который с нетерпением ждал возможности выпустить его музыку. Позже он прокомментировал: «Я не мог в это поверить: это было похоже ни на что, что я когда-либо слышал раньше».
Дарби пригласил Джеймса выступить на рейве в Плимутской академии. Во время рейва Джеймс начал принимать кислоту .Пока Джеймс был в наркотическом состоянии за кулисами после своего выступления, Дарби и Мидлтон смогли убедить его выпустить пластинку. Позже Дарби сказал: «Я думаю, если бы он не совершил этот трип в ту ночь, возможно, никакого Aphex Twin никогда бы не было». Джеймс дал похожий ответ: «Они заставили меня подписать контракт, когда я был не в себе. Я принимал наркотики, а они размахивали передо мной деньгами и ручкой. Это немного банально, но именно так они заставили меня подписать».

## Музыка
Музыка на альбоме варьируется от эмбиент-техно до эйсида и хардкора.Трек Isopropophlex использует сэмплы из аркадной игры Berzerk. Музыкант и продюсер Том Миддлтон сотрудничал с Ричардом над песней En Trance to Exit.
Берлинский диджей Эллен Аллиен назвала трек Analogue Bubblebath «классической мелодией лучшего электронного продюсера в мире». Автор и критик Саймон Рейнольдс написал о его «порхающей, прозрачной риф-схеме и туманном, но кристаллическом продюсировании». Друг Джеймса и коллега-продюсер Том Миддлтон считает его «чистой эмоцией в звуке».

## Влияние
Пластинка вызвала ажиотаж в Великобритании вокруг молодого Ричарда. Сразу же после выпуска пластинка завоевала признание, быстро сделав артиста культовым. Релиз активно транслировался на многих пиратских радиостанциях Лондона
Музыкант и основатель Planet Mu Майк Парадинас сказал, что пластинка «была как совершенно новое английское техно, полностью вдохновленное его собственными влияниями». The Guardian назвала релиз одним из «ключевых событий в истории танцевальной музыки»
Журнал Mixmag назвал заглавный трек «одним из самых совершенных треков когда-либо»

## Трек-лист
Все песни были написаны Ричардом Дэвидом Джеймсом
| №                   | Название              | Длительность |
| ------------------- | --------------------- | ------------ |
| 1.                  | «Analogue Bubblebath» | 4:40         |
| 2.                  | «Isopropophlex»       | 5:19         |
| 3.                  | «En Trance to Exit»   | 4:22         |
| 4.                  | «AFX 2»               | 5:25         |
| Общая длительность: | Общая длительность:   | 19:53        |